# RK Orijent Rijeka (žene)
Ženska ekipa Rukometnog kluba "Orijent" iz Rijeke, Primorsko-goranska županija.

## O klubu
RK "Orijent" je osnovan u listopadu 1955. godine. Ženska ekipa se uglavnom natjecala u Općinskoj ligi Rijeka te Primorsko-istarskoj regionalnoj ligi. Početkom 1990.-ih klub se gasi, ali do obnove rada dolazi 5. lipnja 1998. godine. Na skupštini kluba održanoj 11. listopada 2003., klub dobiva sponzorski naziv "Orijent Presoflex". Ženska ekipa se 2000.-ih uglavnom natjecala u 2. HRL - Zapad, koju osvajaju u sezonama 2009./10. i 2010./11., te se plasiraju u Prvu ligu u kojoj igraju jednu sezonu, te potom nanovo u 2. HRL - Zapad. Uoči početka sezone 2014./15. klub je raspustio seniorsku momčad, te odustao od natjecanja, a kasnije i ugašen.

## Uspjesi
2. HRL - Zapad
- prvakinje: 2009./10., 2010./11.

Prvenstvo Hrvatske za kadetkinje
- prvakinje: 2012.[2]

## Poznate igračice
- Katarina Ježić
- Dejana Milosavljević

## Vanjske poveznice
- furkisport.hr/hrs, Orijent Presoflex, rezultati po sezonama
- sportilus.hr, RUKOMETNI KLUB ORIJENT PRESOFLEX RIJEKA